# 競馬場前站 (岐阜縣)
競馬場前站（日语：／ Keibajōmae eki */?）是一座位於岐阜縣各務原市，名古屋鐵道各務原線的車站（廢站）。

## 概要
此站為臨時車站，也是最近各務原競馬場的車站。只於賽馬日時營業。此站位於名電各務原站至苧瀨站之間，實際位於鵜沼各務原町4丁目馬場醫院後方。

## 歷史
- 1932年（昭和7年）4月9日：此站啟用，只於賽馬日時營業[1]。
- 1939年（昭和19年）：車站廢除[3]。

## 相鄰車站
名古屋鐵道
各務原線
名電各務原－競馬場前－苧瀨

## 注腳
1. 1 2  矢野吉彦, , 交通新聞社新書（日语：交通新聞社新書）, 交通新聞社: 96, 2018-04, ISBN 978-4-330-87718-1 （日语）
2. ↑  《鵜沼小百年》196頁
3. ↑  矢野吉彦, , 交通新聞社新書（日语：交通新聞社新書）, 交通新聞社: 253, 2018-04, ISBN 978-4-330-87718-1 （日语）